# Lucilla Agosti

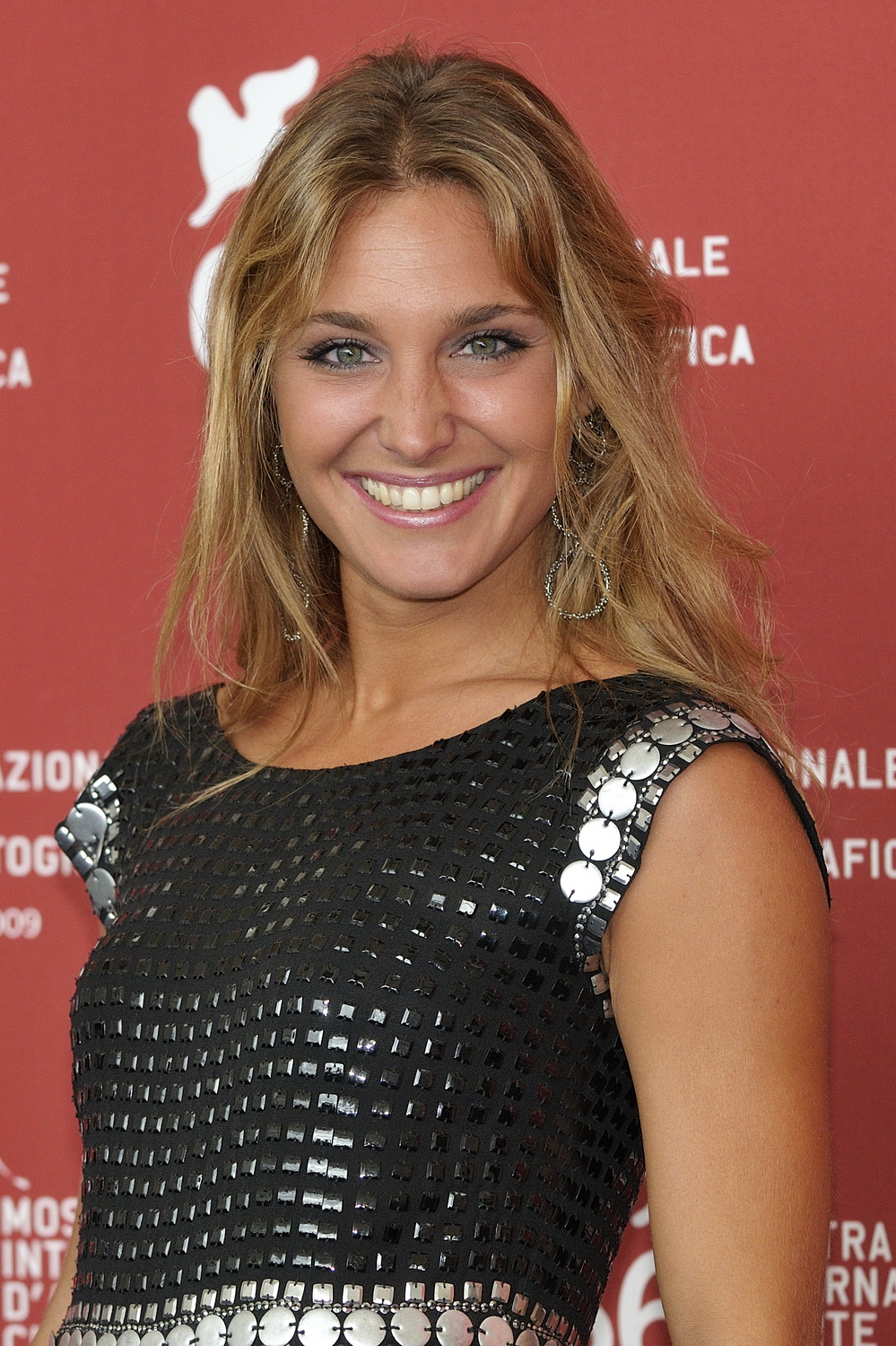
Lucilla Agosti bei den 66. Filmfestspielen von Venedig 2009

Lucilla Agosti (* 8. September 1978 in Mailand) ist eine italienische Schauspielerin, Showmasterin und Moderatorin.

## Leben
Agosti begann ihre Karriere als Schauspielerin in einer Inszenierung der bekannten Komödie La Strana coppia von Neil Simon. Später zog sie nach Rom, wo sie in Cinecittà arbeitete und dort an einem der ersten Castings für Rete A teilnahm. Sie erhielt eine Stelle als Moderatorin der Musikshow Azzurro. Im Sommer 2004 moderierte Agosti einige Abende live auf der Bühne Maine Stage all’ Arezzo des  Wave Love Festivals und den letzten Abend des Wettbewerbs Voci Domani. Sie moderiert auch Space Girls für den Sender Happy Channel und Guelfi e Ghibellini für Rai 2 und trat außerdem als Gast in einer Folge der Sitcom Camara Café auf. Nach der Neuerscheinung von All Music moderierte sie statt der Musikshow Azzuro die Modeshow All Moda. Sie erhielt sowohl Rollen in Kurzfilmen als auch in Hauptfilmen. So spielte sie in Filmen wie La febbre (2005) von Alessandro D’Alatri, Il mercante di pietre (2006) von Renzo Martinelli oder Il seme della discordia (2008) von Pappi Corsicato. Eine Rolle bekam sie auch in den Kurzfilmen Parole rubate (2004) und Divini incontri d' orgasmo (2005) unter der Regie von Barbara Caggiati. Sie moderiert auch weiter Teile der Sendung All Music, unter anderem classifica di…, in welcher sie die Teilnehmer interviewte, um ihren Musikgeschmack herauszufinden und Flycase, in welcher sie eingeladene Musiker bei der Entdeckung der kulturellen und musikalischen Seite eines Landes begleitet. Sie moderiert auch die Sendung Tutti nudi, wo sie als Geisha verkleidet die Auftritte von Amateurstrippern erläutert. In der Sendung All Music nimmt sie zusammen mit Marcello Macchia auch an der gestellten Soapoper Intralci teil, eine Parodie der Seifenopern Sentieri und Beautiful. 2007 spielte sie zusammen mit Alessandro Besentini und Francesco Villa die Titelrolle in der Sendung Buona la prima auf Italia 1. Im selben Jahr begann sie auch die Sendung RMC Magazine für Radio Monte Carlo zu moderieren. Anfang 2008 begleitete sie Elio e le Storie Tese in der Sendung DopoFestival im Zusammenhang mit dem Festival di Sanremo. In All Music wurde sie zur Hauptdarstellerin der neuen Comedy Talkshow Bionda anomala. Sie wurde auch für die Moderation der Veranstaltung Festivalbar 2008 engagiert, welche jedoch nicht stattfand. Im April 2009 moderierte sie die Talentshow Italian Academy 2 auf Rai due und im Jahr darauf nahm sie als Inspektorin Barbara Rostagno an der Sendung Distretto die Polizia 10 teil. 
Am 31. Januar 2011 brachte Agosti in Mailand eine Tochter zur Welt. Vater des Kindes ist ihr Verlobter Andrea Romiti.

## Filmografie
- 2000: La fabbrica del vapore
- 2005: La febbre
- 2006: Il mercante di pietre
- 2008: Il seme della discordia